# 三川町議会
三川町議会（みかわまちぎかい）は、山形県東田川郡三川町の地方議会である。

## 概要
- 定数：10人
- 任期：4年（議会解散が実施されれば任期満了前であっても議員任期は終了する）
- 前回選挙：2025年（令和7年）2月9日投開票[1]

- 選挙区：町全体を1選挙区とする大選挙区制（単記非移譲式）
- 所在地：山形県東田川郡三川町大字横山字西田85番地
- 主な役割：審議、議決、一般質問、同意、市政のチェック、請願や陳情の審査、意見書の提出、調査研究、行政行事出席、外部機関充て職等

### 委員会
- 議会運営委員会

#### 常任委員会
- 総務文教常任委員会
- 産業厚生建設常任委員会
- 広報常任委員会

### 定例会
- 3月、6月、9月、12月

### 事務局
- 議会事務局

## 党派
- 無所属9人
- 日本共産党1人

（2025年2月現在）

## 議員報酬等
| 役職   | 報酬            | 政務活動費 |
| ------ | --------------- | ---------- |
| 議長   | 月額 30万0000円 | 無し       |
| 副議長 | 月額 24万5000円 | 無し       |
| 議員   | 月額 22万0000円 | 無し       |

- 別途、年2回期末手当あり
- 議員年金は2011年（平成23年）6月1日に廃止されている